# Lolong (Karanganyar)
Lolong is een bestuurslaag in het regentschap Pekalongan van de provincie Midden-Java, Indonesië. Lolong telt 1744 inwoners (volkstelling 2010).